# Wskaźnik masy ciała

Tabela BMI

Wskaźnik masy ciała (ang. body mass index, BMI), wskaźnik Queteleta II – współczynnik powstały przez podzielenie masy ciała podanej w kilogramach przez kwadrat wysokości podanej w metrach. Klasyfikacja (zakres wartości) wskaźnika BMI została opracowana wyłącznie dla dorosłych i nie może być stosowana u dzieci. Dla oceny prawidłowego rozwoju dziecka wykorzystuje się siatki centylowe, które powinny być dostosowane dla danej populacji.
Oznaczanie wskaźnika masy ciała ma znaczenie w ocenie zagrożenia chorobami związanymi z nadwagą i otyłością, np. cukrzycą, chorobą niedokrwienną serca, miażdżycą. Przyjmuje się, że większe BMI wiąże się ze zwiększonym ryzykiem dla zdrowia i życia.

## Historia wskaźnika BMI
Antropometryczny współczynnik masy ciała został opracowany w 1832 r. przez belgijskiego matematyka Adolfa Queteleta.
Adolphe Quatelet w czasie swojej wieloletniej pracy prowadził badania, które miały na celu unifikację przyczyn zgonów w poszczególnych krajach. Prowadził także cały szereg badań związanych z medycyną, których zadaniem było określenie kształtu ówczesnego przeciętnego człowieka.
W badaniach Quateleta brały udział setki ochotników. Uczony dostrzegł pewną zależność, związaną z masą ciała i wzrostem człowieka. Okazało się, że waga ludzka rośnie w sposób proporcjonalny do kwadratu wzrostu człowieka. I tak właśnie powstał współczynnik Quateleta, który jest obecnie wykorzystywany powszechnie jako wskaźnik BMI.
W roku 1972 amerykański fizjolog Ancel Keys przemianował współczynnik Queteleta na znany obecnie wskaźnik masy ciała (ang. body mass index – BMI).

## Wzór matematyczny
Wzór na BMI, gdzie masa ciała jest podana w kilogramach (kg), a wysokość ciała w metrach (m):
{\displaystyle \mathrm {BMI={\frac {\text{masa}}{{\text{wys.ciala}}^{2}}}\,\left[{\frac {kg}{m^{2}}}\right]} .}
Dla masy podanej w funtach (lb) a wysokości ciała w calach (in):
{\displaystyle \mathrm {BMI={\frac {\text{masa}}{{\text{wys.ciala}}^{2}}}\times 703\,\left[{\frac {lb}{in^{2}}}\right]} .}

## Zakresy wartości BMI
|  | Kategoria                        | BMI (kg/m²) | Waga ciała | Ryzyko chorób towarzyszących otyłości                                     |
|  | -------------------------------- | ----------- | ---------- | ------------------------------------------------------------------------- |
|  | wygłodzenie                      | < 16,0      | niedowaga  | minimalne, ale zwiększony poziom wystąpienia innych problemów zdrowotnych |
|  | wychudzenie                      | 16,0–16,99  | niedowaga  | minimalne, ale zwiększony poziom wystąpienia innych problemów zdrowotnych |
|  | niedowaga                        | 17,0–18,49  | niedowaga  | minimalne, ale zwiększony poziom wystąpienia innych problemów zdrowotnych |
|  | pożądana masa ciała              | 18,5–24,99  | optimum    | minimalne                                                                 |
|  | nadwaga                          | 25,0–29,99  | nadwaga    | średnie                                                                   |
|  | otyłość I stopnia                | 30,0–34,99  | otyłość    | wysokie                                                                   |
|  | otyłość II stopnia (duża)        | 35,0–39,99  | otyłość    | bardzo wysokie                                                            |
|  | otyłość III stopnia (chorobliwa) | ≥ 40,0      | otyłość    | ekstremalny poziom ryzyka                                                 |

Pożądany BMI zależy od wieku i wynosi odpowiednio:
- 19 – 24 lata: 19 – 24
- 25 – 34 lata: 20 – 25
- 35 – 44 lata: 21 – 26
- 45 – 54 lata: 22 – 27
- 55 – 64 lata: 23 – 28
- ponad 64 lata: 24 – 29

## Interpretacja wskaźnika BMI
BMI jest standardowym wskaźnikiem oceny masy ciała wykorzystywanym do oceny porównawczej grup społecznych, populacji, gdyż dobrze koreluje z zawartością tkanki tłuszczowej w organizmie i jest raczej niezależny od wzrostu.
Minusem klasyfikacji BMI jest to że nie uwzględnia on typu budowy ciała np. udział tłuszczu ustrojowego człowieka przy BMI 27 może wynosić od 10 do 31% jego masy. Wysoka masa ciała nie musi wynikać z zawartości tkanki tłuszczowej w organizmie, lecz także: masy mięśniowej, zawartości wody pozakomórkowej wynikającej z obrzęków, masy kostnej. Te różnice mogą być widoczne w przypadku nawet 1/3 dorosłych kobiet.
U kulturystów odmiennie wskaźnik BMI może wskazywać na skrajną otyłość przy niewielkiej rzeczywistej zawartości tkanki tłuszczowej. Ten problem został rozwiązany przez bezpośredni pomiar grubości fałdu skórno-tłuszczowego najczęściej fałdomierzem. Spośród czterech najczęściej wybieranych miejsc najlepiej dostępny jest fałd skórno-tłuszczowy nad mięśniem trójgłowym ramienia umożliwia on także najbardziej dokładny pomiar. Rozmieszczenie tkanki tłuszczowej w organizmie nie musi być równomierne dlatego uwzględnia się także stosunek obwodu talii do obwodu bioder. Popularna jest także metoda szacowania zawartości tkanki tłuszczowej w ciele metodą analizy bioimpedancyjnej.
Z drugiej strony, np. BMI zupełnie zdrowych, szczupłych i wysokich lekkoatletów może wskazywać na skrajną niedowagę (np. BMI Yohanna Diniza przy wzroście 185 cm i wadze 59 kg wyniesie 17,24).
Związek między wielkością wskaźnika a ryzykiem chorób różni się między populacjami o różnych proporcjach ciała. I tak wśród Azjatów ryzyko cukrzycy jest znacząco wyższe przy niższych wartościach BMI. Zawartość tłuszczu w organizmie jest też wyższa u kobiet, niż u mężczyzn przy normalnej masie ciała. W przypadku kobiet tkanka tłuszczowa odpowiada za płodność i dojrzewanie płciowe. U obu płci obecność tkanki tłuszczowej jest ważna ponieważ m.in. chroni ona narządy wewnętrzne przed urazami, pełni funkcję termoizolacyjną, pozwala przetrwać dłuższe stany chorobowe tzw. paradoks otyłości.
W praktyce klinicznej nie stosuje się wskaźnika BMI do oznaczania prawidłowej masy ciała u dzieci. Dla dzieci do 19 roku życia, służą do tego tabele centylowe, które powinny być dostosowane dla danej populacji i odpowiednia interpretacja danych dot. masy ciała i wzrostu – głównie bierze się pod uwagę jaka jest różnica w tzw. kanałach centylowych wzrostu i masy ciała dla danego dziecka.